# 点火系统
點火系统是用於點燃燃料-空氣混合的系统。它不僅在内燃機领域非常著名，而且有更多的應用，例如在燃油和燃气锅炉方面。最早的内燃机使用火焰，或者一个热管，但是用于点火这些很快被使用电火花的系统所取代。

## 历史

### 磁发电机系统
電火花最简单的形式是使用磁铁。引擎旋转在线圈里的一块磁铁，并且操作一个接触断路器（触点），中断电流并产生一个增加足够的电压来越过一个小的缝隙。火花塞被直接连在磁发电机的输出端。磁发电机已不再被用于现代汽车中了，但是因为可以自己产生所需电能，仍然被用于飞机引擎活塞和小型引擎，例如电动自行车，割草机，吹雪机，电锯等，那些出于结合需求，重量，消耗，可靠等原因而没有使用电池系统。
磁发电机被用于小型引擎的原型，续断引擎在电池启动和点火普遍之前，被用于20世纪早期的老式汽油或蒸馏农用拖拉机，和飞机活塞引擎。磁发电机被用于这些引擎由于其简单和自给操作更有效，而且其重量轻于使用电池和发电机或交流发电机。 
飞机引擎通常有多个磁发电机以备不时之需。一些较老的汽车同时使用磁发电和电池开启系统（见下），由于当时两种系统各有其功能限制，以确保在任何情况下的合适的启动。

### 可调系统
磁发电机的输出依赖于引擎的转速，并因此会导致一些问题。一些磁发电机包含一个冲激系统，在合适时刻可以很快旋转磁铁，从而在低转速下更容易启动。像飞机还有福特引擎使用依赖不可充电的干电池系统（类似于一个较大的手电筒电池，但像现代汽车一样并不依赖于电路系统）来发动引擎或以起速而是其启动并运转。对于高速运转，操作者需要由东转换点火装置到磁发电机。 
为了使低压电池给火花提供高压，一个"激励"装置被使用，实质上是一个较大的曾被广泛只用的电蜂鸣器。这样的装置，可以使直流电流通过电磁线圈，打开一对触点并阻断电流；电磁场消散，弹簧点再次关闭，电路恢复，并且迅速如此往复。迅速消散的电磁场，虽然在线圈上导入一个只可自行通过弧跨触点而消散的高电压；对于蜂鸣器这样会引起氧化而（或）熔合，对于点火系统这成为操控火花塞的高压源。 
这种操作模式下，线圈会不断地"蜂鸣"，从而产生一列火花。整个装置被称为福特T型车的T模型火花线圈（对照现代的点火线圈，仅是系统的实际线圈部分），在T模型终止使用很久后，作为输送，对于家用电试验保持了普遍的自给高电压源，于1960早期出现于例如大众机械杂志中的文章和一些院校的科学博览会的项目上。在英国，这些设备作为震颤线圈被广泛熟知并在1910年前流行于汽车应用中，到1925年左右并也在一些大型引擎的商用车辆开始应用。 
Model T（用于飞轮)不在输出直接提供高电压的，而不同于现代设备；其最大产生电压约为30伏，并因此需要通过火花线圈为点火提供足够高的电压，综上所述，尽管在这种情况下，线圈不会不断的"蜂鸣"，但只能提供每圈一个火花。其他的情况下，高电压被装在引擎前段的计时器转换到适合于火花塞的量，等同于现代的分電器。火花的时间选择通过旋转装于操纵杆的杠杆这一而进行调整。

### 电池点火系统
随着汽车全球性采用电启动和伴随的大电池的可持续电源，磁发电系统被那些由于电池电压而中断电流的系统所启用，使用点火线圈（一种自耦变压器）来使电压阶增到点火所需要的，并用一个分配器在正确的时间按规定路线发送确定脉冲到正确的火花塞。
早期的可靠电池操作点火器由Delco工程试验公司研制并于1910年引入凯迪拉克。这个点火器由查尔斯·凯特灵研发，在当时是一个奇迹。它有一个单线圈，若干触点（转换器），一个电容和一个分配器装置来分配火花，从点火线圈定时的到正确的气缸。该线圈是一个基础的自耦变压器用于使低电压（6或12伏）阶增到被要求越过一个火花塞间隔的高点火电压。 
当触点经凸轮调节而开启时，线圈允许充磁，该磁场消散并且产生高电压（20千伏或更大）。该电容器被用于从线圈中的电磁场吸收向后的EMF来减小触点接触燃烧和延长触点的寿命。凯特灵系统在汽车界称为主要的点火系统很多年得益于它的较低成本，较高可靠性和相对简单。 （页面存档备份，存于）.

## 现代点火系统

### 机械定时点火系统

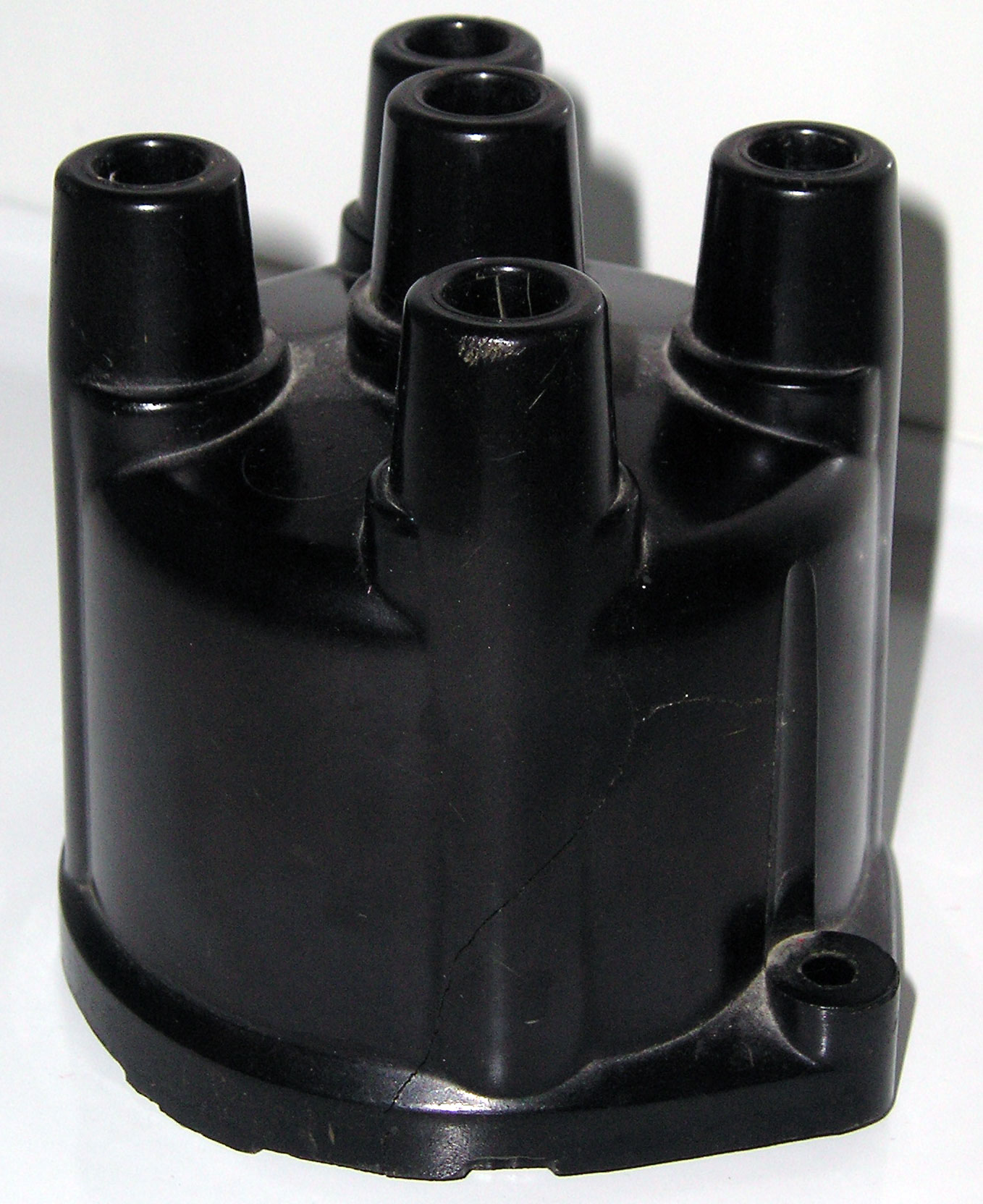
分配器帽

大多数四冲程引擎使用机械定时电点火系统。该系统的核心是分配器。该分配器包含一个由引擎驱动的旋转凸轮，和一套接触断路器触点，一个电容器，一个回转轴和一个分配器盖。分配器的外部是点火线圈，火花塞和电线连接分配器到火花塞和点火线圈。
该系统由铅酸电池驱动，并从汽车的电系统用发电机或转换器充电。该引擎操纵接触断路器，它们中断到导入线圈（被称为点火线圈）的电流。
点火线圈由两个变压器绕组分享一个共同的磁芯--原、副绕组。交流电流在原线圈磁芯中引入交流磁场。由于点火线圈的副线圈的匝数远大于原线圈，所以点火线圈相当于一个使副线圈产生很高电压的升压变压器。对一个于点火线圈，原、副线圈绕组的一端连接在一起。该共同点被连接到电池上（通常通过一个限电流的电阻）。原线圈的另一端连接到分布器内的触点上。副线圈的另一端相连，经过分布器帽和转子，到火花塞上。
点火的点燃顺序始于触点（接触断路器）的关闭。一个来自电池的稳定输入电流，通过限电流电阻，经过原线圈，穿过关闭的接触断路器触点并最终回到电池。该平稳电流在线圈的磁芯内产生一个磁场。这个磁场形成将被用于驱动点火火花的能量贮存器。
随着引擎运转，以及在分電盤中的凸轮。在凸轮上的这些触点随着引擎运转而到达引擎压缩期的最高点，凸轮上的高点使得接触断路器触点打开。此时，原线圈绕组上的电流中断并突然使得接触断路器触点上的电流中断。失去了触点上的稳定电流，线圈中的磁场立刻迅速消散。该电磁场的变化使得副线圈绕组中产生高电压。
于此同时，原线圈中的电流开始被存储到位于穿过开启的接触断路器触点的电容器中。该电容器和线圈的原绕组形成一个振荡的电感电容电路（LC电路）。该LC电路产生一个降低的，振荡的电流，可以是能量在电容器电磁场和点火线圈电磁场间来回跳跃。原线圈中的振荡电流在线圈中产生一个振荡的磁场，使副线圈中输出端的高电压信号延长。这个高压因此可以持续即使原始磁场消散。该振荡持续直到电流能量被耗尽。
点火线圈的副绕组被连接到分布器帽上。一个可转转子，置于在分布器帽内的制动凸轮的顶部，接着连接线圈的副绕组到若干通向每个气缸的火花塞上的电线的其中一根。来自线圈副绕组的极高电压-–通常高于1000伏--引起一个可跨跃火花塞间隙的点火花。这样，依次，点燃在引擎中的压缩的空气-燃料混合。创造这个点火花的能量，源于储存在点火线圈磁场的能量。
八个及以上气缸的高性能发动机在高RPM运作（例如在摩托比赛中使用的）同时需要一个比简单的点火电路高的点火花率和较高的点火花能量的点火花。以下任一改进可以解决这个问题：
- 两套完整的线圈，接触断路器，和电容器-每套对半个引擎，典型的V-8或V-12引擎设置。虽然两个点火系统本身电路上独立，但他们典型的分享一个分布器，在此其包含两个有旋转凸轮驱动的接触断路器，并且一个有两个隔离传导planes用来提供高压输入的的转子。
- 一个单独的由一个凸轮和一个返回弹簧驱动的接触断路器，由于火花率而受限制于在高RPM下接触弹跃或浮动的进攻。用一对电接连的接触断路器，但是对着凸轮的端可开，替代单个用一对接触断路器可以克服这个限制。每个接触断路器以半个单独接触断路器的速率转换，并且由于其被两个接触断路器分享，该"迟疑"时间是线圈中电流的最大值时刻。

兰博基尼V-12型引擎采用以上两种设置，因此使用两个点火线圈和一个包含4个接触断路器的分布器。 
一个基于分布器的（点火）系统与电磁打火系统并无很大不同，除了加入了更多分离原件。这种设置还的优点是，例如，接触断路器的位置关联与引擎的角度可以被少量的自动调整，并允许点火定时根据增加的RPM和（或）增加的歧管真空度被自动改进，从而产生更好的效率和性能。
但是还是需要时常使用探测量具对接触断路器的最大开启间隔进行检查，由于该机械性的调整会影响到线圈充电的"迟疑"时间，并且当接触断路器因电弧而有了凹痕了，应该被换置或者修整。该系统被全球性采用直到1970年代末期，当电的点火系统开始出现。

### 电点火
机械系统的缺点是接触断路器的使用干扰了低压高电流通过原线圈；触点受制于的机械损耗，由于其需要搭乘凸轮来开合，以及来自接触点火花在接触面上的氧化和燃烧。它们需要定期的调整以补偿其损耗，并且接触断路器的开启决定着点火定时，也受制于机械变化。 
另外，火花电压同样依赖于接触效率，并且不良火花会导致较低的引擎的效率。在合理的使用寿命下，一个机械的接触断路器系统不能控制一个平均大于3安培电流，并且这样会限制火花的能量和极限引擎速率。
电点火（EI）解决了这个问题。在原始系统中，由于只是用于控制原线圈高电流通过固定状态转换系统的低电流，触点仍然被使用。然而不久，这些另外，接触断路器触点被一个角度传感器替代-或者光学的，一个转向转子打断光杆，或者更广泛的使用一个霍尔效应传感器，控制一个装在分布器轴上的旋转磁铁。传感器的输出被适当的电路整形和处理，然后被用于触发一个例如晶闸管（SCR or thyristor）的转换装置，该装置可转换一个大电流通过线圈。
系统余下的部分（分布器和火花塞）和原始的机械系统一样。与机械系统相比，移动部件的缺少使可靠性增增强并延长了维修周期。对于老式汽车，通常可以将机械点火翻新替换一个电点火系统。某些情况下，一个现代的分布器可以无需任何的改动的装进一个较老的引擎。
其他的创新在很多汽车上也是可行的。一些模型中，相较于一个中央线圈，而是在每个火花塞上都有各自的线圈，有时候被称为直接点火或者塞上线圈（COP）。这样可以允许线圈有较长时间在火花间隔来充电，并且有一个较高能量的火花。这种情况下的一个变型是，一个线圈对两个活塞，气缸上360度的相位（因此同时到达上止点）；对于四冲程引擎这意味着一个活塞将在其他活塞在正常时刻点火时，它却在冲程耗尽时刻在点火中，因此被称为"废火花"；成对的气缸占1/4和2/3。其他系统作为一个定时设备与分布器无关联，并在机轴上嵌入一个磁铁曲轴角度传感器来触发点火在合时的时刻。 
在1980年代，电打火系统随着其他改进得到发展，例如燃料喷射系统。一段时间之后，一个电路系统结合了燃料控制和点火，熟称为发动机控制器。更多近期的改装Leburg电点火系统被使用于VW航空引擎。该系统与分布器和其他机械系统无关。点火定时基于瞬时RPM，该RPM由一个电子传感器测量。

### 数字电路点火
当数码电路点火装置可用于小型发动后，例如在电锯，切草机，吹叶机，和割草机等上的应用。这使得低成本，高速率，和小记忆空间的微控制器成为可能。数码电路点火装置可以被设计成为电容放电式（CDI）或者感应放电式（IDI）。电容放电式数码点火为火花把能量存储在电容器中，从而可以在引擎周期内的任何时间通过来自微处理器的控制信号释放给火花。从而有更大的定时灵活性，和引擎性能；特别是被设计成和当引擎化油器关联密切。

## 引擎管理
在一个发动机管理系统（EMS）中，电路控制燃料分配，点火正时和点火顺序。主要感应器在引擎角上（曲轴或上止点（TDC）位置)，气流进入引擎和油门需求位置。电路决定哪个气缸需要燃料和需求量，开启需要的注油器并输送，然后在适当的时候点燃火花。早期的EMS系统使用模拟计算机电路设计来完成这些，但随着嵌入式系统变得足够快可以跟得上高转速的变化输入，数码系统开始出现。
一些使用EMS的设计保留早期汽车的原有的线圈，分布器和火花塞。另一些系统省去了分布器和线圈并使用特殊火花塞，那些包含它们自己的线圈的（直接点火）的火花塞。这意味着高压不会经过整个引擎，由在特殊需求点自己产生而代替。这样的设计比传统的设置提供了更多的潜能和可靠性。
现代EMS通常管理其他的引擎参数，例如温度和尾气中未结合的氧气量。这使得EMS可以控制引擎来最小化未燃或特殊燃烧的燃料和其他有害气体，从而产生更干净和有效的引擎。

## 涡轮和喷射器引擎
涡轮发动机使用的是由一个或多个点火活塞的电容放电式点火系统，其仅被用于发动或以防燃烧室火焰熄灭时。火箭的发动机有特殊需求的点火系统- 如果迅速点火不能发生，燃烧腔会充满过多的燃料，燃化剂和明显和过压从而发生（'突起'）。火箭经常使用烟火设备可以使火焰穿过喷油器盘的表面，或者，换成自燃化学物质。